# Saint-Martin-des-Prés
Saint-Martin-des-Prés é uma comuna francesa na região administrativa da Bretanha, no departamento Côtes-d'Armor. Estende-se por uma área de 20,26 km². Em 2010 a comuna tinha 319 habitantes (densidade: 15,7 hab./km²).